# یواس‌اس کوپر (دی‌دی-۶۹۵)
یواس‌اس کوپر (دی‌دی-۶۹۵) (به انگلیسی: USS Cooper (DD-695)) یک کشتی بود که طول آن ۳۷۶ فوت ۶ اینچ (۱۱۴٫۷۶ متر) بود. این کشتی در سال ۱۹۴۴ ساخته شد.